# Llorts
Llorts es una localidad de Andorra, perteneciente a la parroquia de Ordino.

## Geografía
Está situado a 1413 m s. n. m., en la orilla derecha de la ribera de Ordino, entre Arans y Ansalonga.
En el año 2015 tenía 162 habitantes.

## Patrimonio
En este lugar está la iglesia de Sant Serni de Llorts.